# Numerisk styrning
Numerisk styrning (Numerical Control) är den princip som används av numeriskt styrda maskiner, kort kallade NC-maskiner vilket betecknar datorstyrda verktygsmaskiner, till exempel svarvar, fräsmaskiner eller stansmaskiner. De numeriskt styrda maskinerna sägs haft samma ojämförligt stora betydelse för industrins utveckling som det löpande bandet hade.
Tekniken utvecklades på 1950-talet i bland annat USA av det amerikanska flygvapnet och i Sverige av SAAB och Asea med system NUCON (styrsystem). Benämningen "NC" används fortfarande i dagligt tal, trots att man numera övergått till CNC-system. CNC-maskiner används idag i mycket stor omfattning i mekanisk verkstadsindustri. De är i hög grad automatiska, och de styrs av ett program för bearbetning av ett visst arbetsstycke.
Programmet innehåller bland annat koordinater för de rörelser som verktygen skall utföra så att önskat arbetsstycke tillverkas. Eftersom maskinen är automatisk och programmet snabbt kan bytas eller ändras så är NC-maskiner utmärkta för tillverkning av både långa och korta serier. Detta är anledningen till att svensk industri tidigt började använda NC-maskiner - krav på kort omställningstid, små serier, noggrann tillverkning och hög produktivitet.